# Слатина (річка)
Слатина (словац. Slatina) — річка в Словаччині, ліва притока Грону, протікає в округах Детва і Зволен. На річці є 2 водосховища і планується спорудження третього.
Довжина — 55.2 км; площа водозбору 793 км².
Бере початок в масиві Вепорські гори біля міста Гріньова на висоті 930 метрів. Збудовані водосховище Гріньова і Мотова.
Впадають
- Бієла вода[1]
- Гондова яма[2]
- Градна;
- Гукава
- Детвянський потік;
- Коцанський потік;
- Кривець[3][4][5][6].
- Любіца;
- Нересниця;
- Помясло;
- Секєр
- Сучі потік[7]

Впадає у Грон біля міста Зволен на висоті 278 метрів.